# انریکه کاسترو
انریکه کاسترو (کوینی) (به اسپانیایی: Enrique Castro (Quini)) (زاده ۲۳ سپتامبر ۱۹۴۹–درگذشته ۲۷ فوریه ۲۰۱۸) بازیکن فوتبال اهل اسپانیا بود که از سال ۱۹۷۰ تا ۱۹۸۲ میلادی عضو تیم ملی فوتبال اسپانیا بوده و در ۳۵ بازی ملی حضور داشت. او در بازی‌های ملی‌اش ۸ گل به ثمر رساند.